# ماهیچه زیرکتفی
ماهیچه زیرکتفی (انگلیسی: Subscapularis muscle) یکی از ماهیچه‌های گرداننده شانه است که از استخوان کتف مبدأ آن شروع شده و از طرف دیگر توسط تاندون مشترکشان به کمی پایین‌تر از سر استخوان بازو متصل می‌شود.
ماهیچه زیرکتفی ماهیچه‌ای بزرگ و سه‌گوش است که از سطح وسیعی از حفره تحت کتفی (سطح قدامی کتف) شروع می‌شود. تارها جمع شده و تشکیل یک تاندون را می‌دهند. زردپی (تاندون) ماهیچه به طرف خارج کشیده می‌شود و پس از گذشتن از سطح قدامی مفصل شانه روی برجستگی کوچک استخوان بازو متصل می‌گردد. تاندون عضله تحت کتفی بسیار پهن است.
خاستگاه عضله از تمام حفره زیرکتفی شروع شده و انتهایش برجستگی کوچک استخوان بازو است.
عصب‌گیری آن عصب زیرکتفی C5-C6 است.
کارکرد: چرخش داخلی استخوان بازو، این عضله با کمک دو ماهیچه زیرخاری و گرد کوچک به عضلهٔ دالی در حرکت‌های ابداکشن و فلکشن کمک می‌کند.

## نگارخانه

Subscapularis muscle (shown in red). Animation.
Same as the left. But the bones around the muscle are shown as semi-transparent.
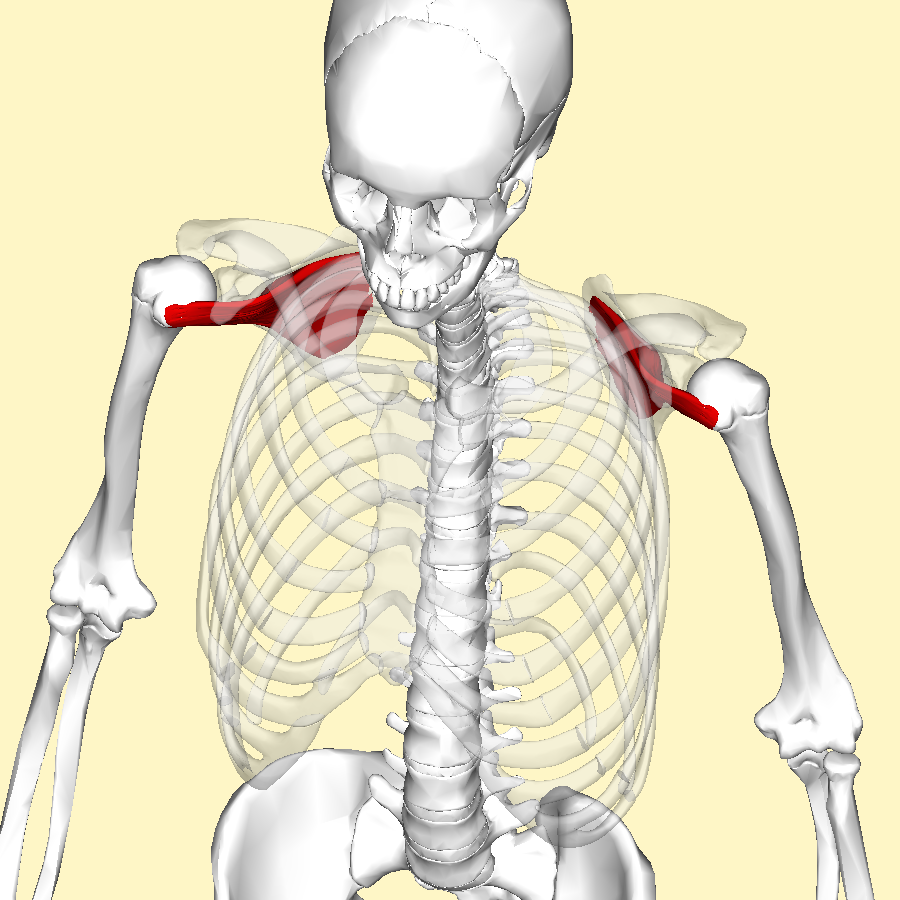
Subscapularis muscle (in red) seen from above.
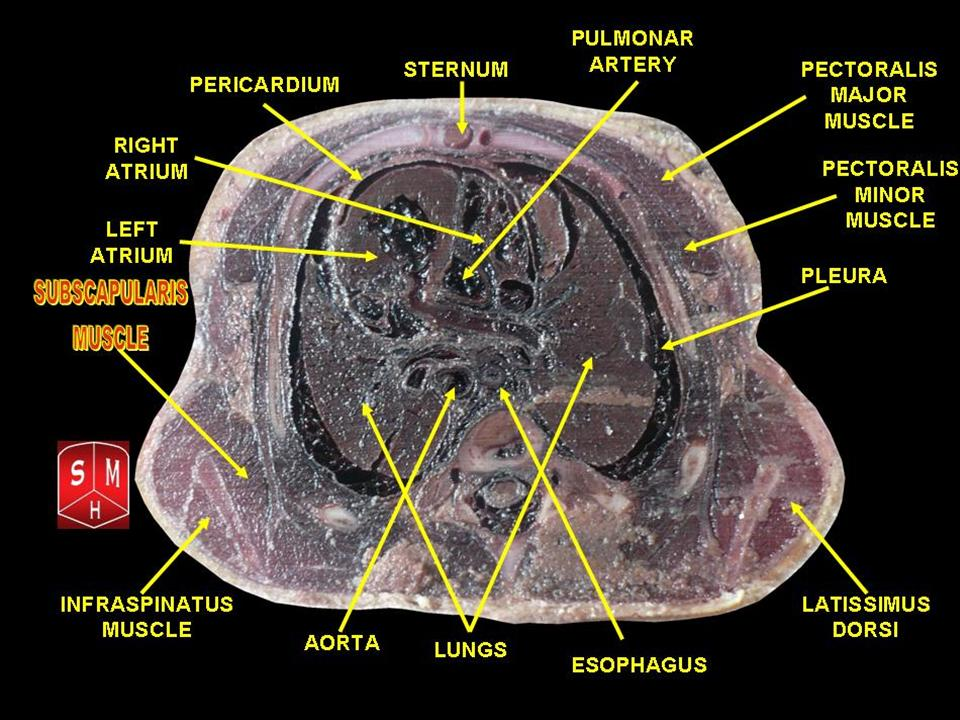
Subscapularis muscle
Diagram of the human shoulder joint, anterior view
Diagram of the human shoulder joint, posterior view
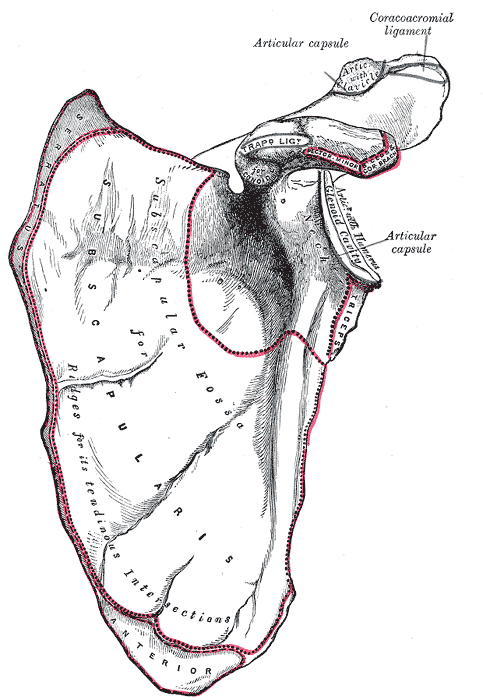
Left scapula. Costal surface.
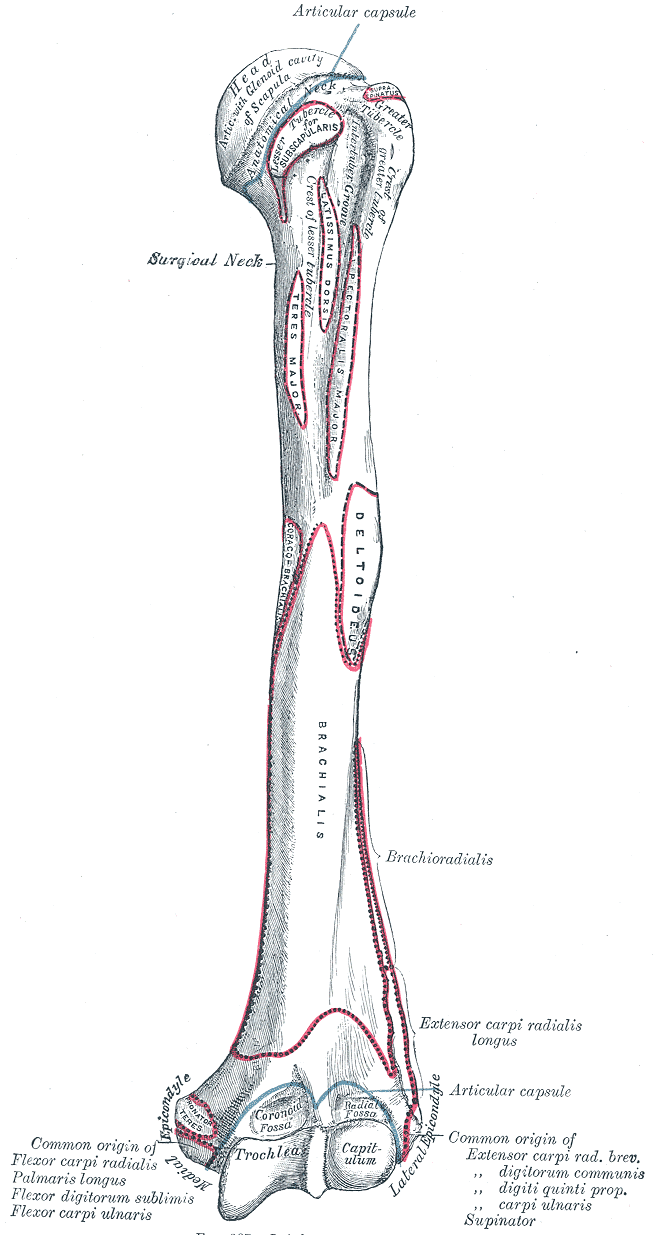
Left humerus. Anterior view.
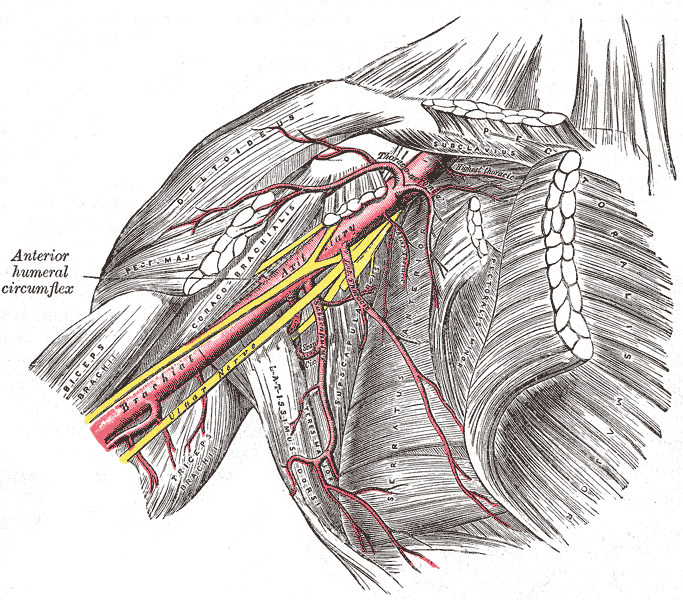
The axillary artery and its branches.
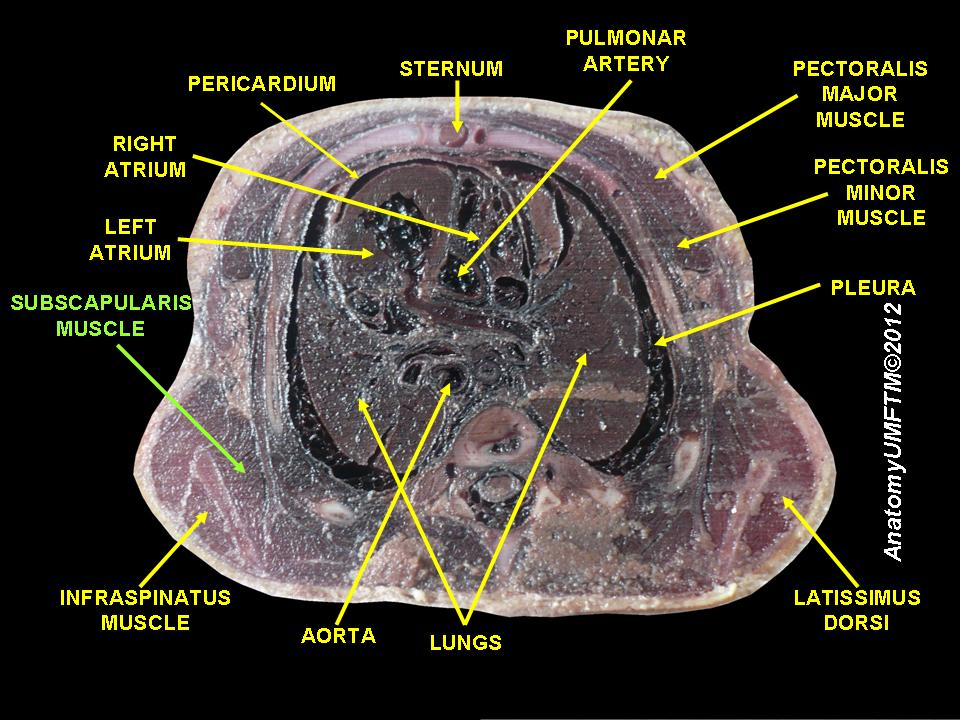
Subscapularis muscle